# 市ヶ尾杉山神社

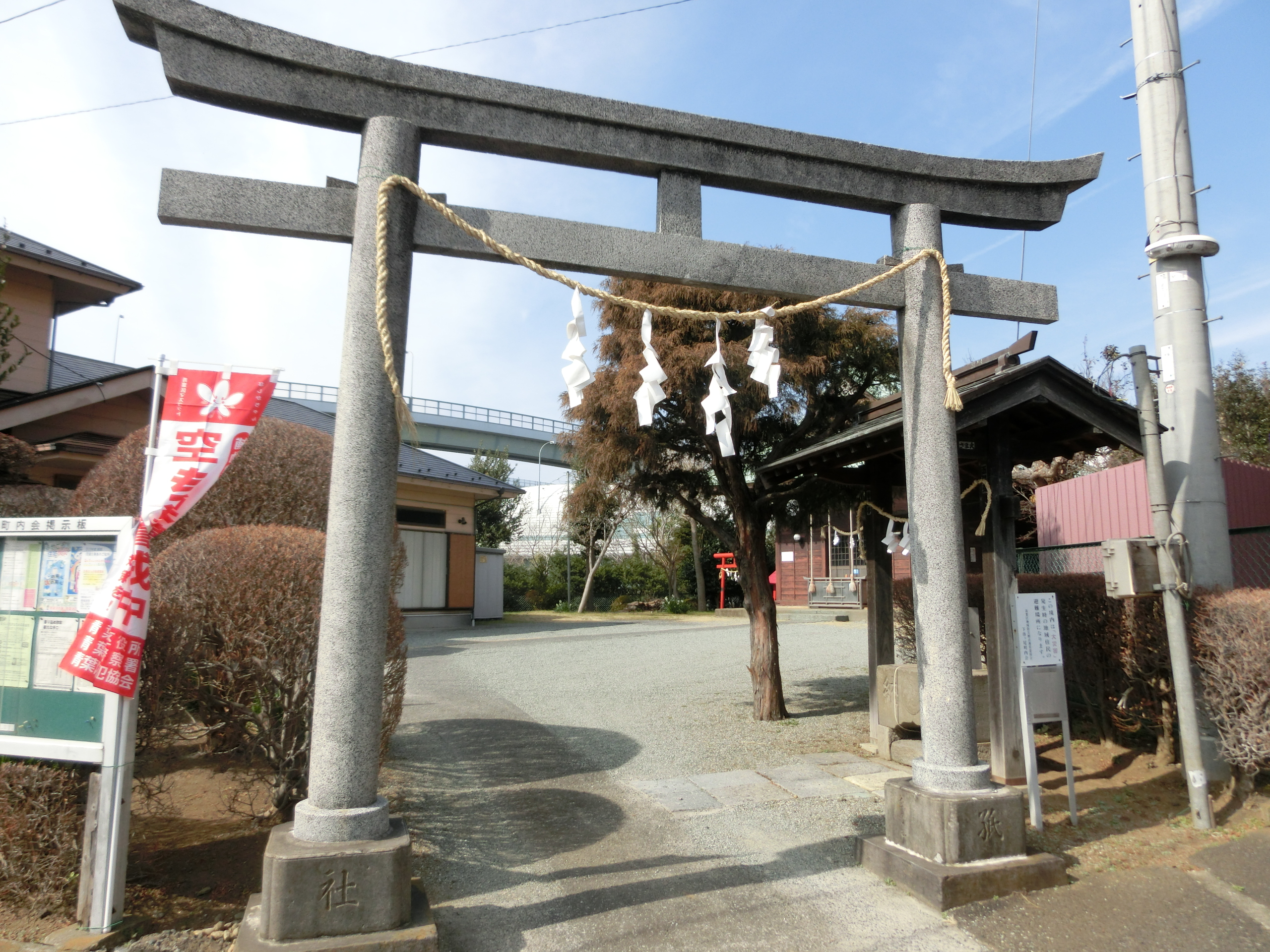
市ヶ尾杉山神社

杉山神社（すぎやまじんじゃ）は、横浜市青葉区市ヶ尾町にある神社。

## 歴史
江戸時代初期の創建とされ、市ヶ尾村の総鎮守であった。明治時代初頭に社殿を改築したと記録に残る。

## 祭神
祭神は、五十猛命を祀る。境内社に稲荷社を祀る。

## 社殿
切妻造の本殿と入母屋造の拝殿がある。

## 参考資料
- 『神奈川県神社誌』 神奈川県神社庁、1981年
- 戸倉英太郎『杉山神社考』 緑区郷土史研究会、1978年